# Кушелевка
Ку́шелевка — местность в Выборгском и Калининском районах Санкт-Петербурга. 
Большая Кушелевка расположена между улицами Карбышева, Политехнической, Фаворского, Бутлерова и Соединительной линией железной дороги. Малая Кушелевка — между проспектами Маршала Блюхера, Полюстровским, Соединительной линией железной дороги и Кушелевской дорогой. Общие границы: улицы Карбышева, Политехническая, Фаворского, Бутлерова, Соединительная линия железной дороги, Кушелевская дорога, проспекты Маршала Блюхера и Полюстровский.
На западе Кушелевка граничит с Лесным, на севере — с Сосновкой, на востоке — с Пискарёвкой.

## Наименование
Кушелевка делится на Большую Кушелевку и Малую Кушелевку. С 1861 года названы по фамилии сенатора И. И. Кушелева.

## История
В 1781 году императрица Екатерина II пожаловала директору Академии художеств А. О. Закревскому 746 десятин земли в этом районе. Имение было названо Спасская мыза, а возникшие здесь деревни — Больша́я Спа́сская и Ма́лая Спа́сская. После реформы 1861 года деревни стали называть по фамилии Кушелева: соответственно Больша́я Ку́шелевка и Ма́лая Ку́шелевка.
После смерти Закревского мызу купил сенатор И. И. Кушелев. На юго-западе Большой Спасской в 1804—1808 годах был разбит пейзажный парк; в нём создали озера, каналы, острова и построили павильоны. К середине XIX века часть имения продали под дачи, а оставшийся парк стал платным и получил название Беклешов сад, принадлежавший полковнику Беклешову (сегодня на этом месте расположен завод «Красный Октябрь»). 
О прежнем названии деревень до середины XX века сохранялась память в наименованиях Малой Спасской (ныне Карбышева) и Большой Спасской (проспект Непокорённых) улиц.
В 1910 году через Кушелевку прошла линия Окружной железной дороги (ныне Соединительная), на которой построили станцию Кушелевка.
В 1912 году 200 десятин были выкуплены у Кушелевых Санкт-Петербургским акционерным строительным обществом. На этих землях были нарезаны участки под дачи, а также под склады и заводы. Та же судьба постигла и Беклешов сад: в последний раз этот парк появляется на карте Петрограда за 1916 год. Для обеспечения будущих предприятий рабочей силой было решено проложить новую трамвайную линию от Лесного проспекта до дороги в Сосновку. Соответствующий красный пунктир на карте 1916 года проходит вдоль Малой Спасской улицы. Однако в том же 1916 году было решено не перегружать эту узкую улочку, а проложить южнее её новый проспект.
Следуя столичной топонимической традиции «кустового» именования (имена соседних улиц даются по одному и тому же принципу), новые проезды получили имена в честь виднейших промышленников России. Главная магистраль промзоны (по которой и проложили трамвай) получила название Алексеевский проспект — в честь купеческой династии Алексеевых (см. Алексеев, Николай Александрович, Станиславский, Константин Сергеевич). Параллельно ему была проложена Лианозовская улица (С. Г. Лианозов — крупнейший нефтяной магнат России начала XX века). Пересекающие их улицы были названы в честь виднейших петербургских промышленников начала эпохи капиталистической индустриализации. Путиловская улица — в честь Н. И. Путилова (1820–1880; эпоним Путиловского завода), а улица Дервиза — в честь П. Г. фон Дервиза (1826–1881), концессионера и строителя железных дорог в Российской империи.
В марте 1917 году территория Лесного участка, до этого относившегося к пригородным, была включена в городскую черту Петрограда. Районы Кушелевки, примыкающие к одноимённой станции железной дороги (Малая Кушелевка и южная часть Большой Кушелевки), представляют собой в основном промышленную зону. Военная ориентация большинства из этих производств была предопределена на самом старте, так как народнохозяйственное освоение этой территории началось в годы Первой мировой войны. В советскую эпоху, начиная с 1-й пятилетки северные и северо-западные районы Большой Кушелевки в соответствии с Генеральным планом развития Ленинграда были застроены жилыми домами и научными учреждениями.

## Достопримечательности

### Комплекс построекжелезнодорожной станции «Кушелевка»(Политехническая улица, дом 1)
Комплекс построек железнодорожной станции «Кушелевка». Хозяйственные постройки и жилые здания около станции построены в 1900-е годы.

### Кушелевский хлебозавод(Политехническая улица, дом 11)
Кушелевский хлебозавод в стиле конструктивизм построен в 1933-1932 годах по проекту инженеров П.Д. Бункина, Э.М. Хевелёва, П.М. Сергеева по типовому проекту хлебозаводов-автоматов. Форма здания, ступенчато нарастающие цилиндрические объёмы, обусловлена вертикально-кольцевым процессом приготовления хлеба. Серьёзная реконструкция хлебозавода проводилась в 1986 году. Сегодня завод вырабатывает подовые сорта хлеба, батоны, сдобные и кондитерские изделия.

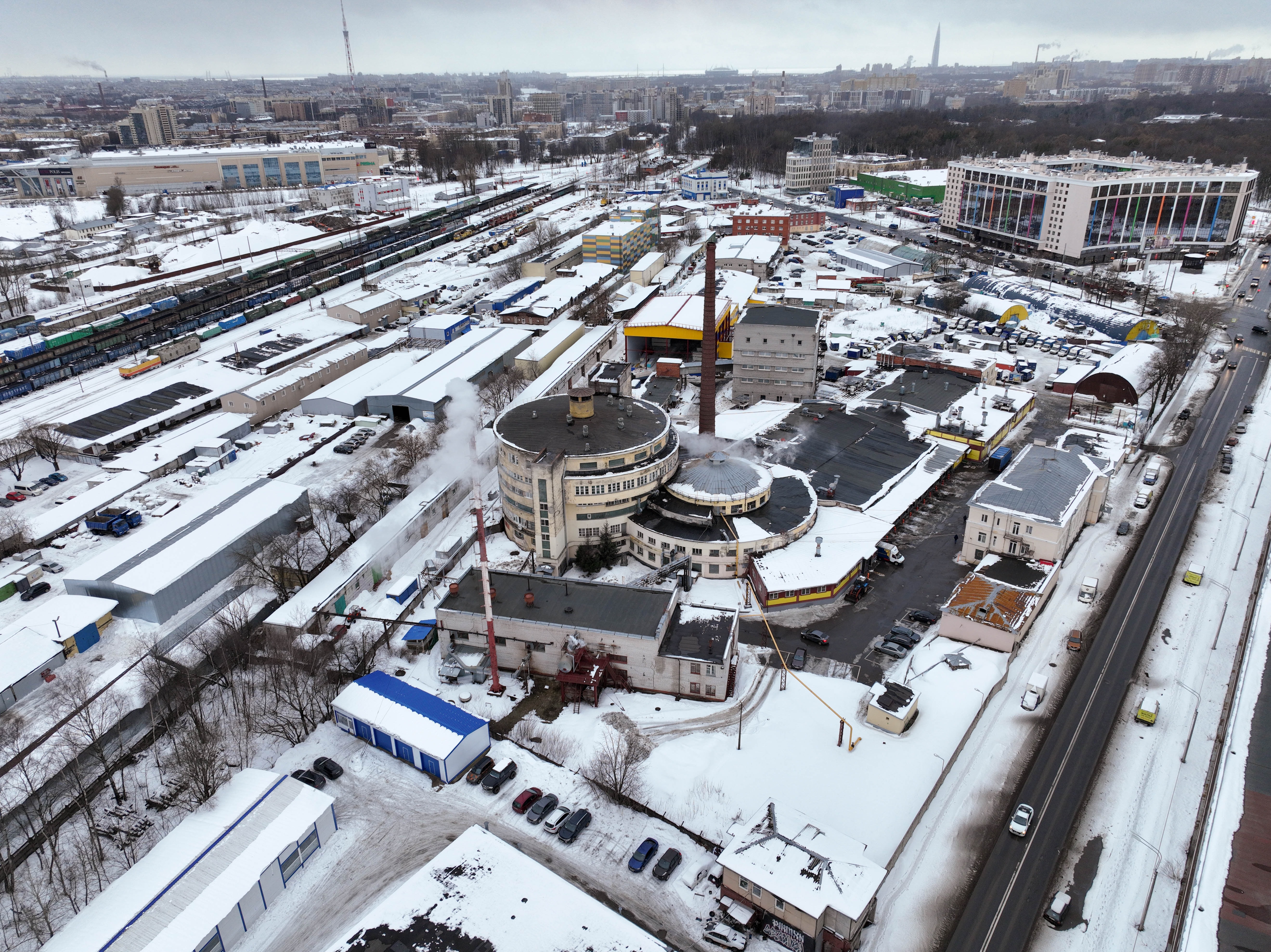
Кушелевский хлебозавод

### Завод «Красный Октябрь»(Политехническая улица, дом 13-15)
Завод «Красный Октябрь». Начало предприятия на этом месте берёт начало в 1891 году с появления электромеханического завода «В.Савельев и Ко». С 1925 года завод получил наименование «Красный Октябрь». Сегодня завод специализируется на производстве, ремонте и обслуживании силовых агрегатов для вертолётов «Миль» и «Камов», коробок самолётных агрегатов (КСА), газотурбинных двигателей и турбостартёров (ГТДЭ и ВК) для самолётов «МиГ» и «Су».

### Станция метрополитена «Площадь Мужества»(Политехническая улица, дом 17)
Станция метрополитена «Площадь Мужества». Наземный вестибюль построен в 1975 году по проекту архитекторов Е.М. Рапопорта, А.Я. Свирского, П.И. Юшканцева. В 1990-х годах после застройки территории перед станцией её павильон оказался скрыт со стороны площади за жилым домом большой протяженности, стоящим вдоль нечетной стороны Политехнической улицы.

### Гостиница «Орбита» (проспект Непокорённых, дом 4)
Гостиница «Орбита». Девятиэтажное здание построено в 1979 году по проекту архитектора Е.М. Рапопорта.

### Научно-исследовательский институт точной механики(проспект Непокорённых, дом 47)
Научно-исследовательский институт точной механики. Здание построено в 1980-1983 годах. Институт занимался разработкой и изготовлением датчиков и прикладных систем управления и участвовал практически во всех ракетных и космических программах страны.

### Институт Гипроникель(Гражданский проспект, дом 11)
Государственный проектный и научно-исследовательский институт никелево-кобальтовой промышленности «Гипроникель». Здание построено в 1970-1980 годах по проекту архитектора Н.И. Апостола. Институт занимается научно-исследовательскими, проектными, инжиниринговыми работами, управлением проектами в области горной добычи, обогащения, металлургии.

### Агрофизический институт (Гражданский проспект, дом 14)
Агрофизический научно-исследовательский институт Российской академии сельскохозяйственных наук (ГНУ АФИ Россельхозакадемии). Здание в стиле сталинского неоклассицизма построено в 1958 году по проекту архитектора Л.М. Безверхнего.

## Транспорт
На территории исторического района находится станция метро  «Площадь Мужества».